# Dale Keown
Dale Keown (nascido em 23 de julho de 1962) é um ilustrador canadense de histórias em quadrinhos. Foi responsável por desenhar a série "The Incredible Hulk" entre 1990 e 1992. Tambem é criador da série Pitt da Image Comics.

## Carreira
Keown começou a trabalhar com quadrinhos em 1986 desenhando várias séries para a Aircel Comics, incluindo Samurai, Elflord, Dragon Ring (mais tarde Dragonforce) e Warlock 5.
Keown mudou-se para a Marvel Comics em 1989, onde trabalhou pela primeira vez em Nth Man: the Ultimate Ninja, antes de substituir Jeff Purves em O Incrível Hulk. Keown trabalhou em Hulk com o escritor Peter David, criando uma das tiragens mais memoráveis do livro. David nomeou Keown um dos três artistas cuja arte mais se aproximou dos visuais que ele concebeu ao escrever um roteiro de quadrinhos (os outros são George Pérez e Leonard Kirk). 
Ele saiu em 1993, para começar a publicar seu Pitt auto-criado na Image Comics. Keown foi originalmente oferecido o status de "fundador" na Image depois que Whilce Portacio se retirou para lidar com a doença de sua irmã mas recusou devido a ter um histórico criminal que dificultava viajar para fora do Canadá.
Em 1995, a publicação de Pitt foi transferida para a própria empresa de Keown, Full Bleed Studios.
Ele finalmente começou a trabalhar para outras empresas mais uma vez, desenhando The Darkness para Top Cow e se juntando a Peter David mais uma vez com Hulk: The End para a Marvel. Keown também desenhou um crossover com The Darkness e Hulk.
Keown desenhou muitas das imagens para a memorabilia de Hulk que foi lançado para coincidir com o filme de 2003, Hulk. 
Em 2009, Keown ilustrou o crossover de três edições de The Darkness / Pitt, que foi escrito por Paul Jenkins. Foi precedido por uma prévia especial lançada em dezembro de 2006.
Keown trabalhou com Milo Ventimiglia em Berserker da Top Cow Productions, que estreou em junho de 2009.

### Aircel Publishing
- Dragonforce #1-12 (1988–89) -a partir do #5 pela Malibu Comics-
- Dragonring #9-15 (1987–88)
- Samurai #13-16 (arte completa); #23 (entre outros artistas) (1986–87)
- Warlock 5 #16-17 (1988)

### DC
- Superman, vol. 2, #170 (2001)

### Image
- Darkness, vol. 2, #1-6 (2002)
- The Darkness/Pitt #1-3 (2009)
- Pitt #1-20 (1993–99) -a partir do #10 pela Full Bleed Studios-
- Tomb Raider: Journeys (Darkness) #8 (2002)
- Youngblood (Pitt) #4 (1993)

### Marvel
- Incredible Hulk #367, 369-377, 379, 381-388, 390-393, 395-398 (1990-1992)
- Hulk: The End, one-shot (2002)
- Incredible Hulk: Last Call #1 (2019)
- Maestro (Vol. 1) #1-3, 5 (2020)
- Giant-Size Hulk #1 (2006)
- Avengers (Vol. 5) #34.1 (2014)
- Avengers (Vol. 8) #26, 39 (2019-2020)
- Heroes Reborn (Vol. 2) #2 (2021)
- Nth Man (Vol. 1) #8 (1990)

### Image/Marvel
- Hulk/Pitt, one-shot (1996)
- The Darkness/Hulk, one-shot (2004)